# Маврина, Татьяна Алексеевна
Татья́на Алексе́евна Ма́врина (Ма́врина-Ле́бедева; 7 (20) декабря 1900, Нижний Новгород — 19 августа 1996, Москва) — советская художница-живописец, график, иллюстратор. Заслуженный художник РСФСР (1981). Лауреат Государственной премии СССР (1975).

## Биография
Родилась 7 (декабря) 1900 года в Нижнем Новгороде в семье учителя и литератора Алексея Ивановича Лебедева. Мать, Анастасия Петровна, происходила из дворянского рода Мавриных и тоже занималась преподавательской деятельностью. Младший брат Сергей — академик, основатель советской компьютерной промышленности. В 1920 году семья переезжает в Москву.
В 1921—1929 годах училась во Вхутемасе-Вхутеине (учителя — Н. В. Синезубов, Г. В. Фёдоров, Р. Р. Фальк). Была членом группы «13». С 1930 года использовала в качестве псевдонима девичью фамилию матери — Маврина.
В послевоенные годы стала писать в яркой и открытой манере, близкой примитивизму, древнерусскому и народному искусству. Много работала не только в живописи, но и в книжной иллюстрации (оформила более 200 книг). Некоторые рисунки Мавриной послужили основой небольших рассказов, написанных Юрием Ковалём. Известны её работы для театра и кино. Татьяна Маврина умерла 19 августа 1996 года. Похоронена в Москве в колумбарии Новодевичьего кладбища (секция № 148).
Муж — художник Н. В. Кузьмин (1890—1987).

## Награды и премии
- Государственная премия СССР (1975) — за цикл иллюстраций к книгам «Русские сказки», «Сказочная азбука», «Лукоморье», «За тридевять земель», «Ветер по полю гуляет…», «А. С. Пушкин. Сказки» и станковую графическую серию «Сказка, Родина, Красота»
- Премия имени Х. К. Андерсена (1976) — за вклад в иллюстрирование детских книг.
- Заслуженный художник РСФСР (1981)

## Творчество
Ранние творческие поиски отличались смелостью, вызывавшей неудовольствие ортодоксальной критики.
В годы войны Маврина, оставаясь в Москве, много рисовала. Созданный ею образ города спокоен и красочен; угадать в нём военное время практически невозможно.
Много путешествовала по старинным русским городам. Результатом путешествий Мавриной стала изданная в 1980 году книга-альбом «Пути-дороги», в которой были собраны акварели и гуаши с видами заповедных уголков России — Звенигорода, Углича, Ростова, Ярославля, Павловской слободы, Касимова и других городов.
Много раз иллюстрировала сказки А. С. Пушкина («Сказка о мертвой царевне и семи богатырях» (1946); «Руслан и Людмила» (1960); «У лукоморья» (1961) и М. А. Булатова «Иван крестьянский сын и чудо-юдо» (1953), «Морозко» (1956), «Сивка-бурка» (1955), «По щучьему веленью» 1958, «Солнце, Месяц и Ворон Воронович» (1960). В 1969 году вышла в свет «Сказочная азбука». О своём отношении к сказкам и их собирателю А. Афанасьеву Маврина рассказала Р. Армееву, который записал её рассказ «В сказках — душа и совесть народа» и напечатал его в газете «Известия» (№ 208, 27 июля 1986 г. С. 5).
Большая коллекция живописных и графических произведений Мавриной находится в Русском музее.
Многолетний друг Т. А. Мавриной и Н. В. Кузьмина художественный критик Владимир Иванович Костин написал книгу о Т. А. Мавриной, которая была выпущена в свет московским издательством «Советский художник» в 1966 году. Богато иллюстрированная, в том числе цветными, репродукциями работ Мавриной, книга содержит списки её основных работ: живопись и станковая графика, иллюстрации (1928—1964 гг.) и работы для театра и кино (1951—1963 гг.), список основных выставок, в которых участвовала Т. А. Маврина (1928—1963 гг.), и список иллюстраций (Костин В. И. Татьяна Алексеевна Маврина. М.: Советский художник, 1966 г. 180с. Тираж 15 000 экз., переплёт, суперобложка).

## Выставки
Персональные выставки прошли в Москве (1946/1947, 1959, 1963, 1973, 2012, 2013, 2021, 2023), Ленинграде (1960) и Загорске (1978).

## Произведения
- Станковый цикл «По старым русским городам» (1942—1968)
- Гори, гори ярко (1957)
- Книги Т. А. Мавриной

- Маврина Т. Сказочные звери. — М.: Дет. лит., 1965.
- Маврина Т. Пряники пекутся, коту в лапы не даются. — М.: Малыш, 1966.
- Маврина Т. А. Сказочная азбука. — Гознак, 1969. — 100 000 экз. — ISBN 985-428-419-0.

 — Описание (от издателя; фрагмент): Иллюстрации заглавных букв русского алфавита у художника Т. Мавриной необычны: внутри каждой буквы изображены персонажи русской сказки, имена которых начинаются с этой буквы. Название сказки дано ниже, приведены примеры героев других сказок, в именах которых присутствует данная буква. В исполнении художника Т. Мавриной «Азбука» получилась сказочной, яркой…
 — Описание (от издателя; фрагмент): Настоящее издание «Пути-дороги» (Из путевых альбомов художника) представляет Москву, Подмосковье, древние приволжские и приокские чудо-города. Первые рисунки, выполненные в 1941—1942 гг. в Москве, работы 60—70 гг. составили богатую коллекцию изображений старинных русских городов.
- Маврина Т. А. Москва. Сорок сороков. — Московские учебники и Картолитография, 2001. — 120 с. — 3000 экз. — ISBN 5-7853-0157-1.

 — Описание (от издателя; фрагмент): В книге замечательной русской художницы Т. А. Мавриной собраны воспоминания, дневниковые заметки, пейзажи и рисунки военных лет. Т. А. Маврина тонко чувствовала красоту московской архитектуры. Кремль, монастыри, церкви, уютные особняки, улицы, бульвары и переулки, — всё увиденное зорким глазом художника, моменты жизни, захваченные врасплох, в неразрывном единстве современности и старины, Т. А. Маврина переосмыслила и превратила в живописную летопись города. Большинство представленных в книге работ репродуцируются впервые. Долгие годы пролежали они в мастерской художницы и лишь однажды, в 1995 году, некоторые из них были показаны на выставке в ГМИИ им. А. С. Пушкина. Уникальность книги в запёчатлённой на её страницах атмосфере военных лет, проступающей в бытовых деталях, неярких красках городских пейзажей и живых впечатлениях лирических дневников художницы…
- Маврина Т. А. Цвет ликующий: Дневники. Этюды об искусстве. — М.: Молодая гвардия, 2006. — 364 с. — (Библиотека мемуаров: Близкое прошлое). — 3000 экз. — ISBN 5-235-02676-4.

 — Описание (от издателя; фрагмент): Настоящая книга — первое издание дневников замечательного, самобытного художника Татьяны Алексеевны Мавриной, лауреата Государственной премии СССР, международной премии им. X. К. Андерсена и др. Живописец, график, иллюстратор книг, она обладала ещё и незаурядным литературным даром, о чём свидетельствуют её искусствоведческие этюды, включенные в эту книгу…
- Маврина Т. А. Гуси-лебеди да журавли. — Московский рабочий, 1983. — 144 с. — 50 000 экз.

- Очерковые книги:

- Маврина Т. А. Загорск. — Л., 1968.
- Маврина Т. А. Городецкая живопись. — Л., 1970.
- Маврина Т. А. Между Волгой и Двиной (нем.). — Лейпциг, 1977.
- Маврина Т. А. Пути-дороги. — Художник РСФСР, 1980. — 178 с. — 20 000 экз.

- Книги иллюстрированные Т. А. Мавриной:
- Сытин П. В. Из истории московских улиц (очерки). — М.: Московский рабочий, 1948. — 320 с.
- Царевна-лягушка. Рус. нар. сказка. в обработке А. Н. Толстого. Рисунки Т. Мавриной. М., Росгизместпром, 1951, 200 000 экз. (обложка).
- Ivan fecior de taran si zmeul zmeilor. Basm popular rus. Preluclare de М. Bulatov. Traducere de: Sarina Casvan. Desene de: T. Mavrina. — Timisoara (?), Editura Tineretului, 1953. — 22 с. (обложка).
- Иван — крестьянский сын и чудо-юдо. Рус. нар. сказка. Рассказал М. Булатов. М.-Л., Детгиз, 1954. 20 с. 100 000 экз. (обложка).
- Морозко. Рус. нар. сказка в обработке М. Булатова. Рисунки Т. Мавриной. М., Детгиз, 1956. 20 с. 100 000 экз. (обложка).
- Сивка-бурка. Рус. нар. сказка. Обработал М. Булатов. Рисунки Т. Мавриной. М., Детгиз, 1955. 20 с. 200 000 экз. (обложка).
- Сивка-бурка. Рус. нар. сказка. Обработал М. Булатов. Рисунки Т. Мавриной. М., Детгиз, 1956. 20 с. 500 000 экз. (обложка).
- По щучьему веленью. Рус. нар. сказка в пересказе М. Булатова. Рис. Т. Мавриной. М., Детгиз, 1958. 24 с. 300 000 экз. (обложка).
- Сорока-белобока. Рисунки Т. Мавриной. М., Детский мир, 1958. 10 с. 100 000 экз. (картонаж).
- Солнце, Месяц и Ворон Воронович. Рус. нар. сказка. Пересказ М. Булатова. Рисунки Т. Мавриной. М., Детский мир, 1960. 16 с. 200 000 экз. (обложка).

Старинные русские песни. Рисунки Т. Мавриной. М., Государственное издательство детской литературы Министерства просвещения РСФСР, 1959. 192 с. 100 000 экз.
- Из сборника Афанасьева А. Н. Народные русские сказки. — М.: Художественная литература, 1979.
- Коваль Ю. И. (в соавторстве с  Мавриной Т. А.). Заячьи тропы. — М.: Детская литература, 1980.
- Коваль Ю. И. ((в соавторстве с  Мавриной Т. А.). Журавли. — М.: Детская литература, 1983.
- Коваль Ю. И. ( (в соавторстве с  Мавриной Т. А.). Снег. — М.: Детская литература, 1985.
- Коваль Ю. И.( (в соавторстве с  Мавриной Т. А.). Бабочки. — М.: Детская литература, 1987.
- Коваль Ю. И. ((в соавторстве с  Мавриной Т. А.). Жеребёнок. — М.: Детская литература, 1989.

## Книги о жизни и творчестве
В 2020 году нижегородская детская областная библиотека им. Т. А. Мавриной стала инициатором издания первой биографии художницы для детей — к 800-летию Нижнего Новгорода и 120-летию Татьяны Мавриной. Книгу о жизни и творчестве Татьяны Мавриной «Много всего кругом» написала известная детская писательница Анастасия Строкина. Издание иллюстрировано работами самой художницы, предоставленными наследником А. Г. Шелудченко и М. В. Сеславинским.